# (19853) Ichinomiya
Pour les articles homonymes, voir Ichinomiya (homonymie).
(19853) Ichinomiya est un astéroïde de la ceinture principale.

## Description
(19853) Ichinomiya est un astéroïde de la ceinture principale. Il fut découvert le 2 octobre 2000 à la station Anderson Mesa par le programme LONEOS. Il présente une orbite caractérisée par un demi-grand axe de 3,21 UA, une excentricité de 0,13 et une inclinaison de 14,9° par rapport à l'écliptique.

## Compléments